# Hellgate (film din 1989)
Poarta Iadului (titlu original: Hellgate) este un film american-sud-african  de comedie de groază din 1989 regizat de William A. Levey după un scenariu de Michael S. O'Rourke. Rolurile principale au fost interpretate de actorii Ron Palillo, Abigail Wolcott și Carel Trichardt.

## Prezentare
O bandă de motocicliști răpește o tânără, Josie, dintr-un restaurant și o ucide cu brutalitate. După mai mulți ani, tatăl fetei găsește un cristal magic care poate aduce  înapoi la viață obiectele moarte.

## Distribuție
- Ron Palillo - Matt
- Abigail Wolcott - Josie Carlyle
- Carel Trichardt - Lucas Carlyle
- Petrea Curran - Pam
- Evan J. Klisser - Chuck
- Joanne Warde - Bobby (as Joanne Ward)
- Frank Notaro - Buzz (as Frank Notard)
- Lance Vaughan - Zonk